# Breehorn 37

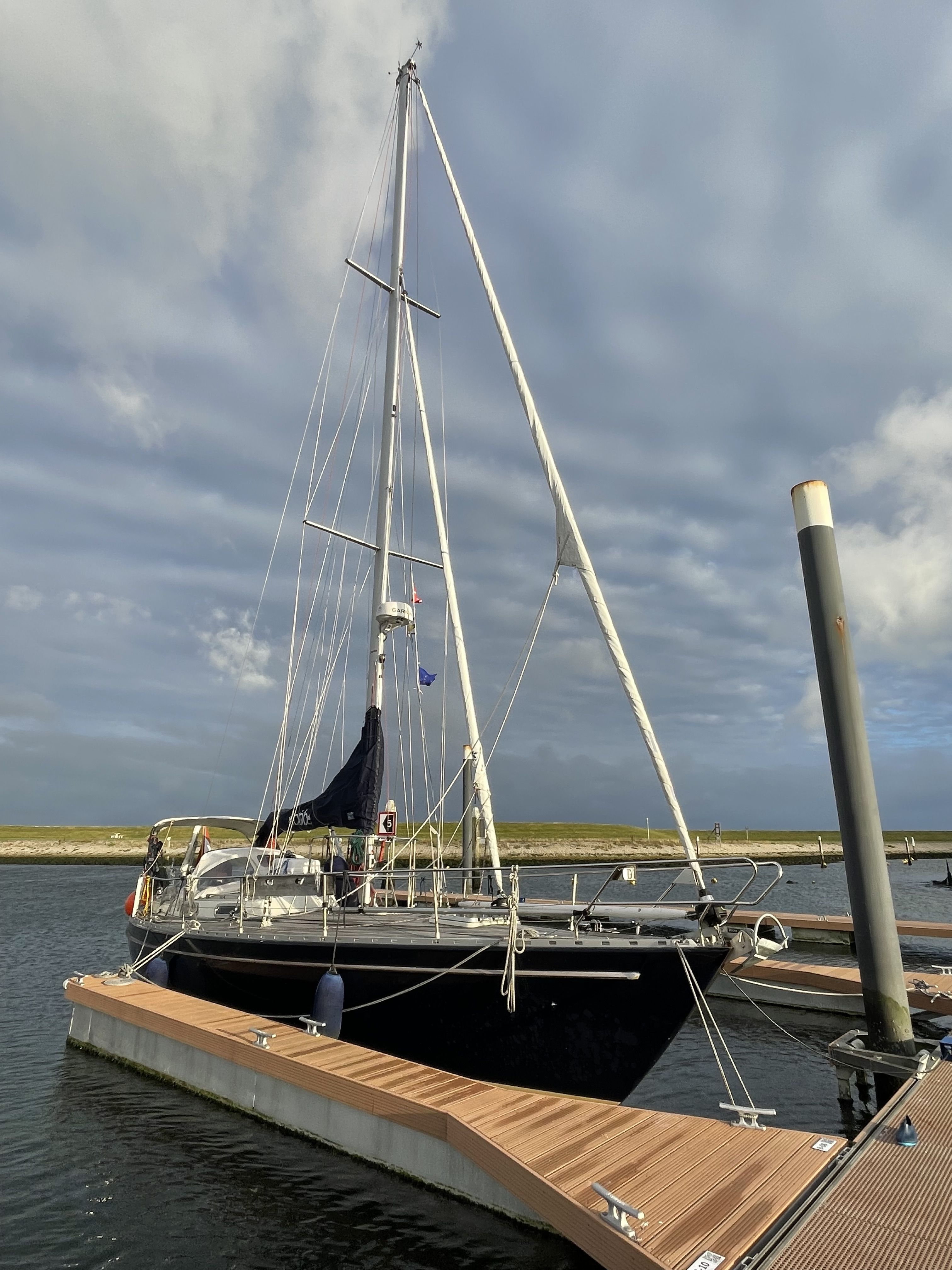
Breehorn 37

Die Breehorn 37 ist eine 36,7 Fuß (11,2 m) lange Hochsee-Segelyacht der niederländisch/friesischen Werft Breehorn. Sie wird seit 1980 durchgängig gebaut (Stand 2024). Die Konstruktion stammt von Dick Koopmans senior und hat durch die moderne Kuttertakelung sowie die charakteristische Mastreling einen hohen Wiedererkennungswert. Sie zeichnet sich durch klassische Linien, ein komfortables Seeverhalten, einen sehr hochwertigen Innenausbau sowie eine hohe Steifigkeit und hohe Wertstabilität aus. Gebrauchtbootpreise für ältere Exemplare beginnen bei ca. 80.000 €. Der aktuelle Neupreis liegt bei 309.000 €

## Konstruktion
Es handelt sich um einen typischen Entwurf von Dick Koopmans senior mit moderner Kuttertakelung (bei den meisten Booten, es gibt allerdings auch Modelle mit Sluptakelung) und der Bedienung aller Fallen und Reffleinen direkt am Mast, im dafür vorgesehenen, stabilen Mastkorb. Die Boote wurden standardmäßig mit Steuerpinne gebaut, es existieren allerdings auch zahlreiche Boote mit Radsteuerung. Die Segelfläche beträgt 71,6 m², wovon 26 m² auf das Großsegel entfallen. Das Design ist klassisch ohne Schnick-Schnack. Das Hauptaugenmerk liegt auf einem ausgeglichenen Segelverhalten und optischer Ausgewogenheit, nicht auf Maximierung des Raumangebots unter Deck. Die Mehrzahl der Boote wurde in GfK gebaut, es existieren allerdings auch einige Exemplare mit Rumpf aus Aluminium und Deck aus GfK.

## Charakter
„Das Boot segelt unspektakulär, liefert aber dennoch vernünftige Werte für ein Fahrtenschiff. Was mehr auffällt, ist die Ruhe, mit der die Breehorn segelt. Die Pinne lässt sich mit zwei Fingern führen und auch über einen längeren Zeitraum loslassen, ohne dass die Konstruktion nennenswert aus dem Kurs laufen würde. Dies Verhalten zeigt sich nicht nur am Wind, sondern auch raumschots. Dennoch werden Wenden und Halsen zügig ausgeführt, die Yacht reagiert gut auf Ruderbefehle und wirkt keinesfalls träge.“
„Osmose ist unter Breehorn-Eignern weitestgehend ein Fremdwort.“

## Ausbau
Die Ausbauqualität ist überdurchschnittlich hoch und im Vergleich zu schwedischen Booten relativ hell gestaltet. Die Stehhöhe im Pantry- und Navibereich beträgt 1,90 m, im vorlichen Tischbereich lediglich 1,80 m.

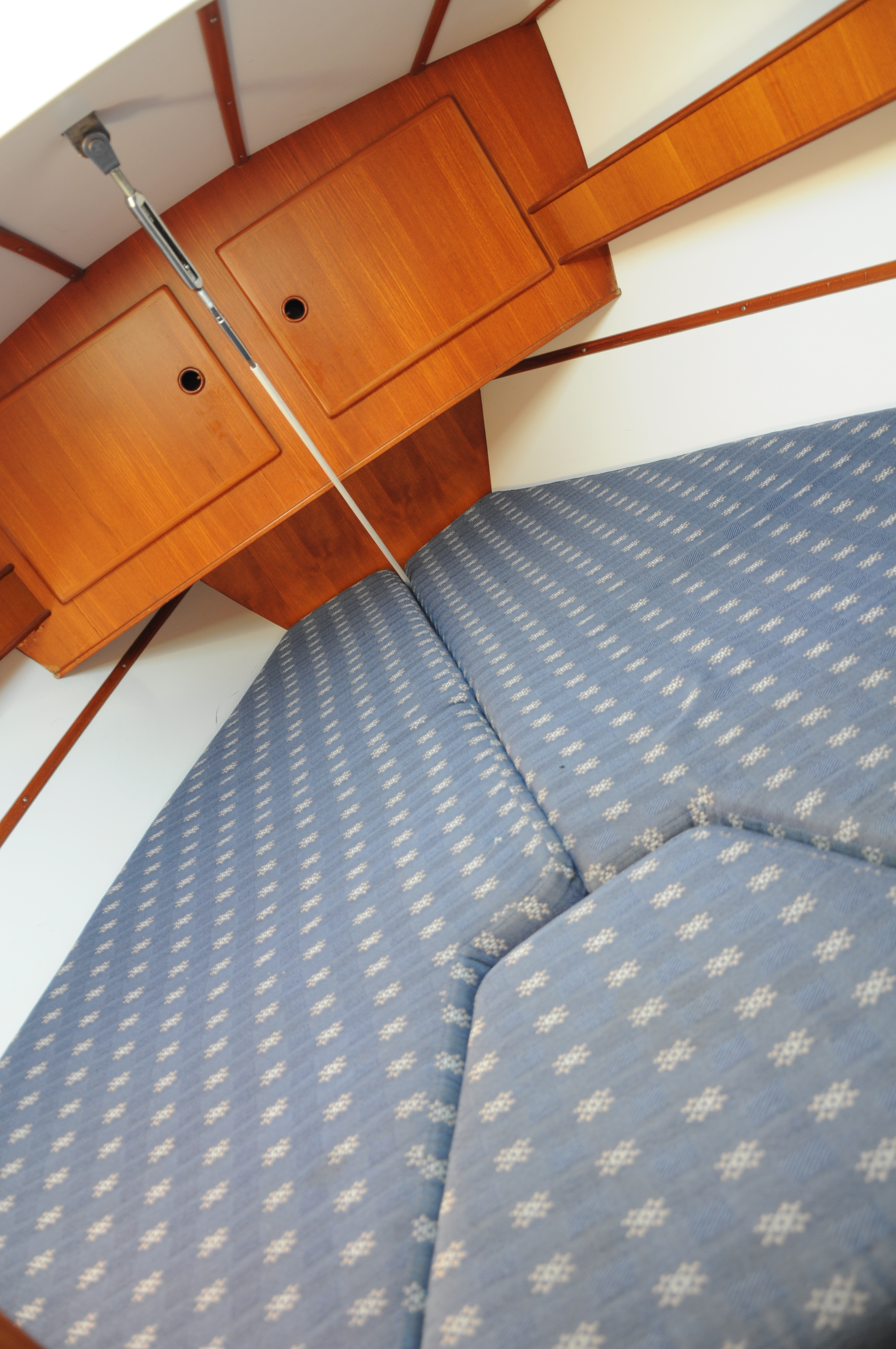
Bugkoje

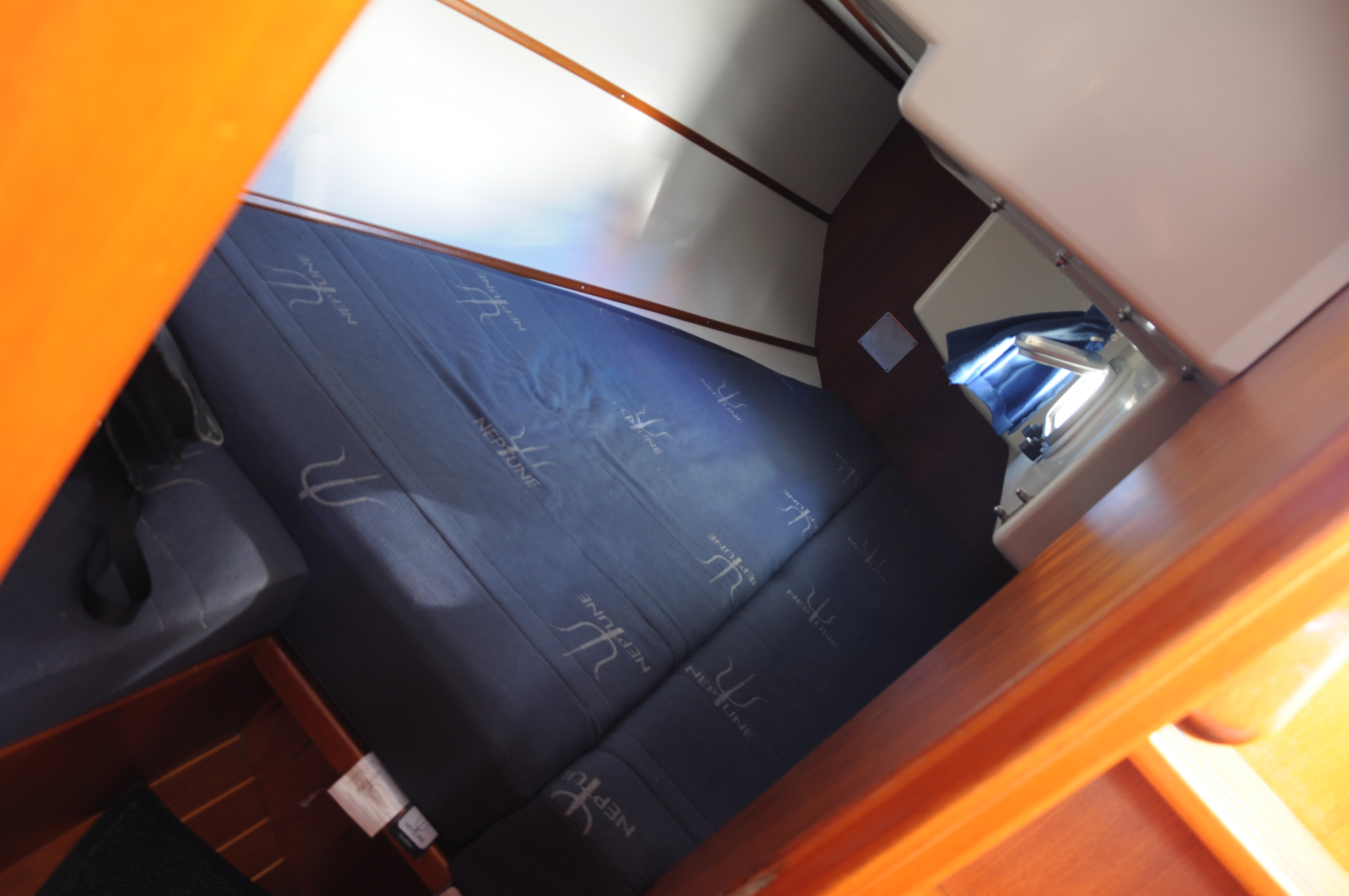
Achterkoje

Salon, Blick nach achtern

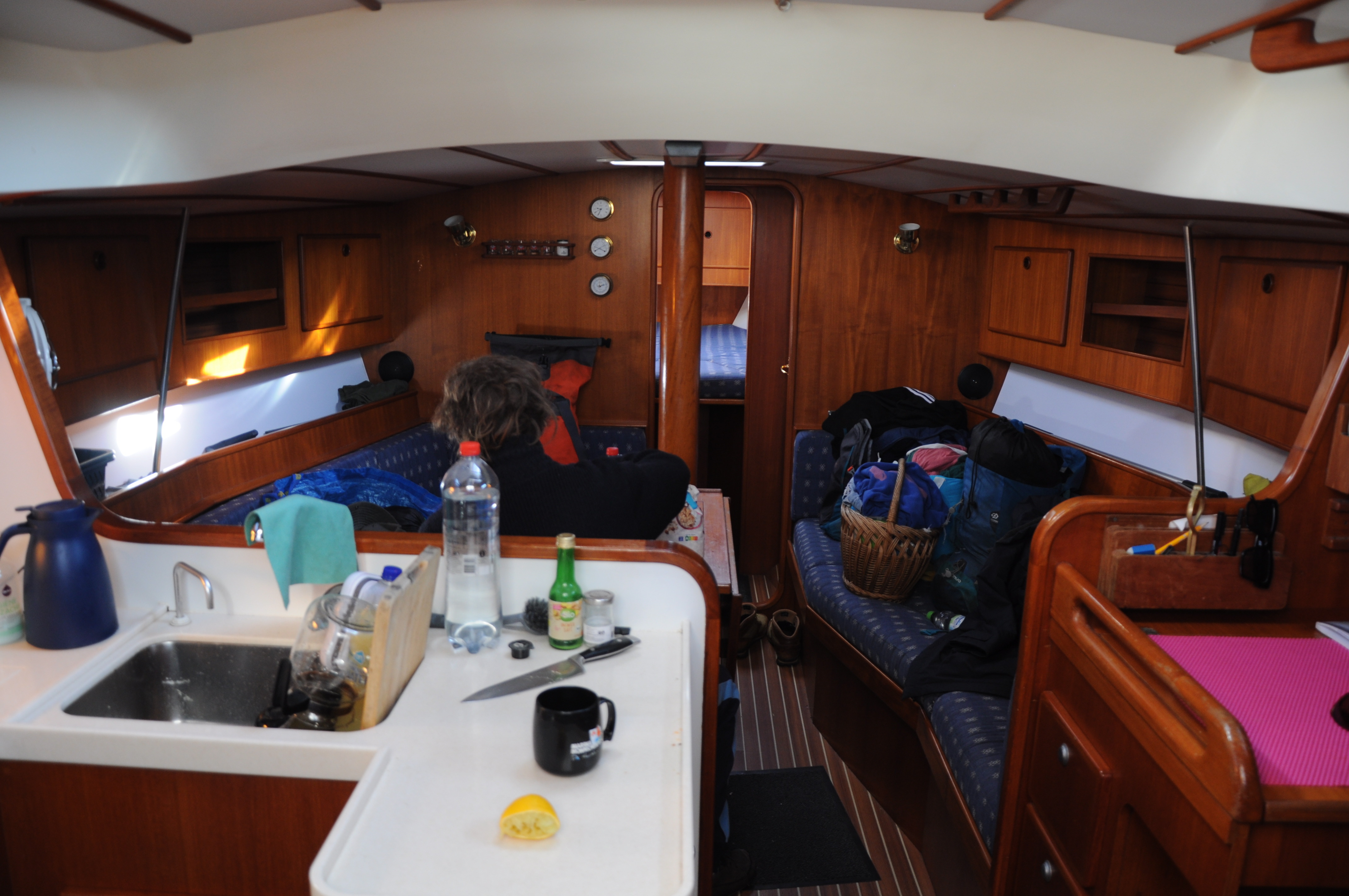
Salon, Blick nach vorn